# Porozumienie

Pełna wersja logo partii do 2022

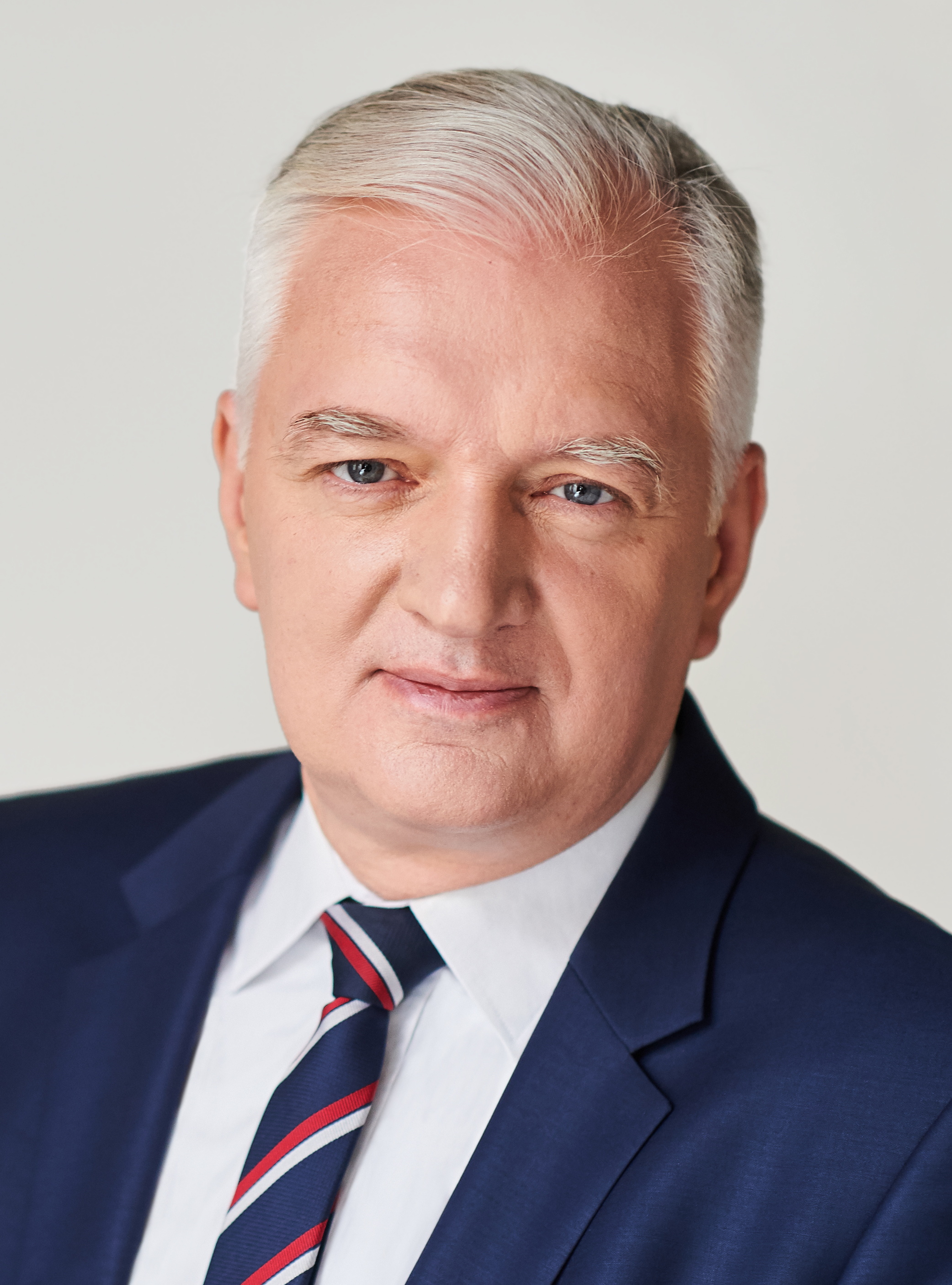
Założyciel i do 2022 prezes partii, Jarosław Gowin

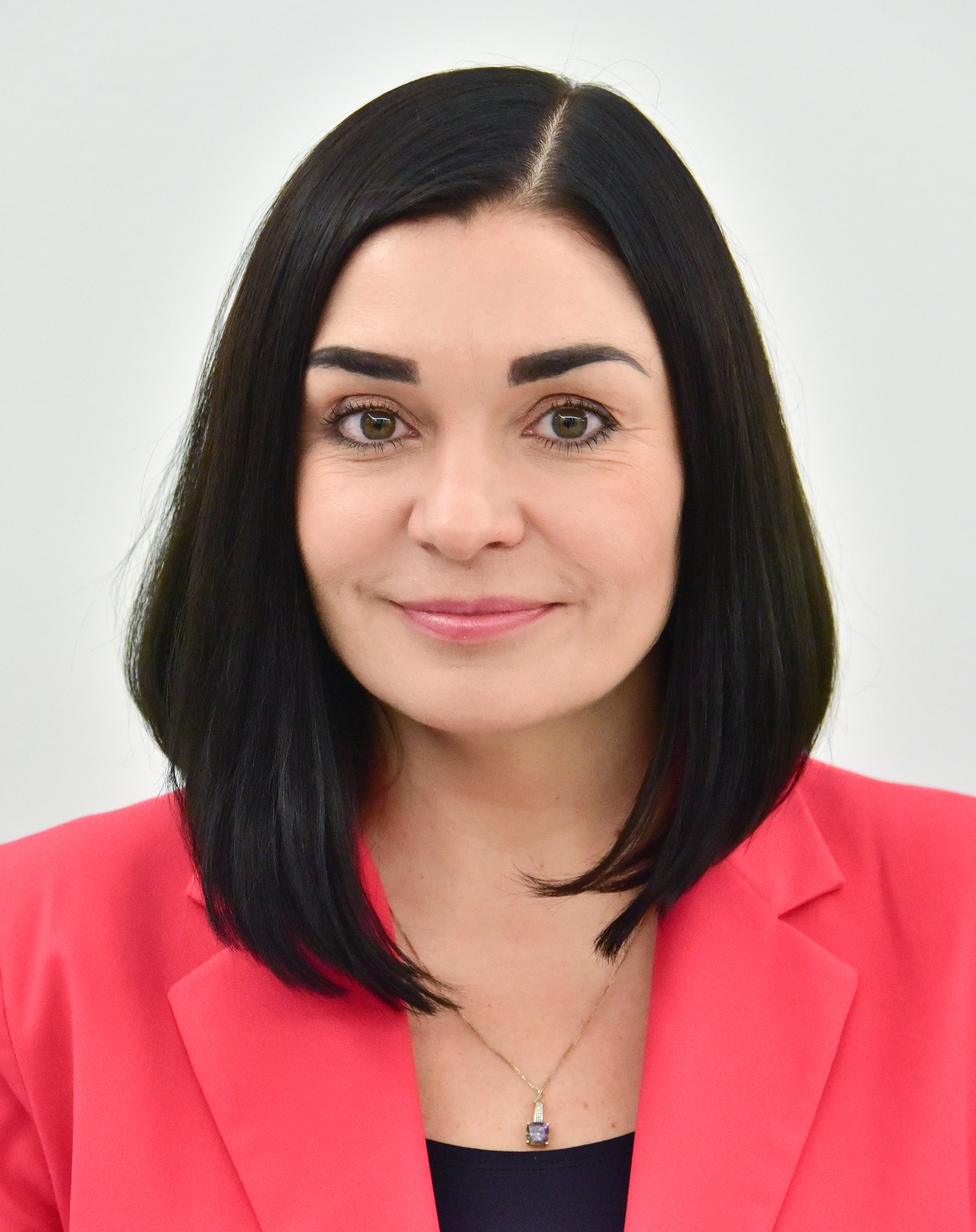
Prezes partii w latach 2022–2023, Magdalena Sroka

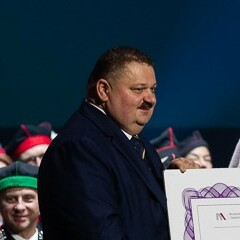
P.o. prezesa partii od 2023, Stanisław Derehajło

Porozumienie dla Demokracji (Porozumienie) – polska centroprawicowa partia polityczna o profilu liberalno-konserwatywnym i republikańskim oraz akcentach chrześcijańsko-demokratycznych. Powstała 4 listopada 2017 z przekształcenia Polski Razem, po przyłączeniu się do niej nowych środowisk (w 2021 opuściły one jednak partię). Ugrupowanie do 2023 roku posiadało przedstawicieli w parlamencie. Do sierpnia 2021 wraz z Prawem i Sprawiedliwością i Solidarną Polską (od czerwca 2021 także z Partią Republikańską, założoną przez byłych działaczy Porozumienia), współtworzyło rząd. Wicepremierami z ramienia partii byli do kwietnia 2020 i od października 2020 do sierpnia 2021 Jarosław Gowin oraz od kwietnia 2020 do września 2020 Jadwiga Emilewicz. Do listopada 2022 pełna nazwa partii brzmiała „Porozumienie Jarosława Gowina”, w czerwcu 2023 przyjęto pełną nazwę „Porozumienie dla Demokracji”.

## Historia partii

### 2017–2019
13 października 2017 prezes Polski Razem, wiceprezes Rady Ministrów oraz minister nauki i szkolnictwa wyższego Jarosław Gowin, zapowiedział na 4 listopada tego samego roku powołanie na jej bazie nowego ugrupowania. Jego współtworzenie zapowiedziało wówczas Stowarzyszenie „Republikanie” oraz działacze, którzy opuścili partię KORWiN (Wolność). 19 października oficjalną współpracę z Jarosławem Gowinem podjął także Chrześcijański Ruch Samorządowy (w znacznej mierze skupiający działaczy dawnego ZChN). W związku z procesem przekształcania ugrupowania, dołączyli do niego też niezwiązani do tej pory z Polską Razem parlamentarzyści (posłowie Magdalena Błeńska i Zbigniew Gryglas, wybrani z list odpowiednio komitetu Kukiz’15 i Nowoczesnej oraz senator Józef Zając, wybrany z ramienia PSL, który już wcześniej zasiadł w klubie PiS).
4 listopada 2017, podczas kongresu, Polska Razem przekształciła się w Porozumienie. Prezesem ugrupowania pozostał Jarosław Gowin, poszerzono przy tym grono władz o reprezentantów nowych środowisk. Przy partii powołano radę gospodarczą, radę samorządową i radę programową. Poparcia ugrupowaniu udzielili m.in. prezydenci szeregu miast.
9 stycznia 2018 wiceprezes Porozumienia Jadwiga Emilewicz stanęła na czele nowo powołanego Ministerstwa Przedsiębiorczości i Technologii. Z rządu odwołana została jednocześnie współpracująca z partią minister cyfryzacji Anna Streżyńska.
12 dni później do Porozumienia przeszedł z PSL poseł Mieczysław Baszko.
6 lutego tego samego roku, w wyniku braku zgody sądu na rejestrację nazwy „Porozumienie”, zarząd krajowy przyjął jako pełną nazwę partii „Porozumienie Jarosława Gowina” (nazwę tę zarejestrowano 22 czerwca).
W marcu 2018 wiceprezes partii, a także wiceminister cyfryzacji i poseł Marek Zagórski zrezygnował z członkostwa w ugrupowaniu (został następnie członkiem PiS, w związku z planami stanięcia na czele resortu cyfryzacji).
Wśród zaprezentowanych w kwietniu kandydatów PiS na prezydentów miast wojewódzkich w wyborach samorządowych w tym samym roku znaleźli się dwaj działacze Porozumienia – Jacek Żalek (Białystok) i Michał Wypij (Olsztyn). Ponadto wśród kandydatów na prezydentów miast z ramienia PiS znalazł się Jakub Banaszek w Chełmie. Porozumienie samodzielnie wystawiło kandydatkę na prezydenta w Ełku, a ponadto członkowie partii wystartowali z własnych lub lokalnych komitetów (także w konkurencji do PiS) w Kaliszu (gdzie Grzegorz Sapiński nie uzyskał reelekcji), Mielcu i Tczewie. Jedynym należącym do Porozumienia prezydentem miasta został Jakub Banaszek, natomiast współpracujący z partią w ramach rady samorządowej prezydenci uzyskali reelekcję w Toruniu (niezależny Michał Zaleski) i Zamościu (startujący z ramienia PiS Andrzej Wnuk). Startujący z lokalnych komitetów członkowie Porozumienia zostali burmistrzami w Jarocinie (ten w 2022 opuścił partię) i Skarszewach, ponadto 7 członków partii zostało wybranych na wójtów. W wyborach do sejmików kandydaci Porozumienia zdobyli 19 mandatów w 11 województwach (najwięcej w kujawsko-pomorskim i podkarpackim – po 3). Ogółem związani z partią kandydaci zdobyli kilkaset mandatów na różnym szczeblu (sam komitet Porozumienia uzyskał 3 mandaty w radach powiatów i 13 w radach gmin). Po wyborach Tomasz Urynowicz został wicemarszałkiem województwa małopolskiego, Renata Janik świętokrzyskiego, a Stanisław Derehajło podlaskiego (w 2021 Tomasz Urynowicz i Stanisław Derehajło zostali odwołani z tych funkcji, a Renata Janik w 2022 odeszła z partii). Działacze partii zasiedli też w zarządach województw podkarpackiego (Stanisław Kruczek, ponownie; w 2021 odszedł jednak z partii) i łódzkiego (Andrzej Górczyński, odszedł z partii w 2022). W Sejmie mandat zwolniony przez wybranego na burmistrza posła z PiS objął działacz Porozumienia Kamil Bortniczuk.

### 2019–2020
13 stycznia 2019 podczas I Konwencji Krajowej Porozumienia, odbywającej się w Krakowie, ogłoszono program „#EnergiaMiast”. W wyborach do Parlamentu Europejskiego w 2019 przedstawiciele Porozumienia ponownie znaleźli się na listach PiS – uzyskali po jednym miejscu w każdym okręgu, a wicemarszałek Senatu Adam Bielan został liderem listy w okręgu obejmującym część województwa mazowieckiego. Uzyskał on mandat w Parlamencie Europejskim jako jedyny przedstawiciel Porozumienia. Kandydaci partii uzyskali 2,25% głosów w skali kraju (4,95% na listach PiS).
W lipcu 2019 działacz Porozumienia Krzysztof Ciecióra został powołany na urząd II wicewojewody łódzkiego.
W wyborach parlamentarnych w 2019 kandydaci Porozumienia ponownie znaleźli się na listach PiS. Działacze partii wystartowali niemal we wszystkich okręgach do Sejmu oraz w pięciu do Senatu. W okręgu poznańskim listę PiS do Sejmu otworzyła Jadwiga Emilewicz, a w okręgu olsztyńskim rekomendowany przez partię Wojciech Maksymowicz. Mandaty poselskie w tych wyborach uzyskali Mieczysław Baszko, Kamil Bortniczuk, Stanisław Bukowiec, Michał Cieślak, Anna Dąbrowska-Banaszek, Jadwiga Emilewicz, Jarosław Gowin, Andrzej Gut-Mostowy, Wojciech Maksymowicz, Iwona Michałek, Wojciech Murdzek, Marcin Ociepa, Grzegorz Piechowiak, Andrzej Sośnierz, Magdalena Sroka, Włodzimierz Tomaszewski, Michał Wypij i Jacek Żalek. Do Senatu reelekcję uzyskali Tadeusz Kopeć i Józef Zając.
24 października 2019 partia podpisała porozumienie o współpracy ze Stowarzyszeniem Polskich Chrześcijańskich Demokratów (kontynuującym tradycje dawnej partii PPChD).
W listopadzie 2019 partia podpisała porozumienie koalicyjne z Prawem i Sprawiedliwością oraz Solidarną Polską. Przedstawiciele partii weszli w skład drugiego rządu Mateusza Morawieckiego: Jarosław Gowin ponownie objął funkcję wiceprezesa Rady Ministrów oraz ministra nauki i szkolnictwa wyższego, Jadwiga Emilewicz natomiast objęła tekę ministra rozwoju. Działacze Porozumienia rozszerzyli ponadto swoją reprezentację na stanowiskach wiceministrów.
W styczniu 2020 stanowiska II wicewojewodów przypadły kolejnym działaczom Porozumienia. Objęli je Marcin Sekściński w województwie podlaskim, Aleksander Socha w warmińsko-mazurskim (obaj zrezygnowali po wyjściu partii z koalicji rządowej w 2021) i Maciej Bieniek w wielkopolskim (w 2021 odszedł z partii). 27 stycznia do partii przystąpił drugi z prezydentów miast, Dariusz Polowy (Racibórz).
W wyborach prezydenckich w 2020 Porozumienie poparło urzędującego prezydenta Andrzeja Dudę, a działacze partii znaleźli się w jego sztabie wyborczym (m.in. Adam Bielan jako rzecznik). W kwietniu 2020 w obliczu epidemii COVID-19 w Polsce ugrupowanie zaproponowało zmianę Konstytucji RP poprzez przedłużenie kadencji prezydenta Andrzeja Dudy o dwa lata z brakiem możliwości reelekcji. W wyniku braku poparcia politycznego dla inicjatywy zmiany terminu wyborów prezydenckich Jarosław Gowin złożył rezygnację z funkcji rządowych. Na stanowisku wicepremiera zastąpiła go wiceprezes partii Jadwiga Emilewicz, natomiast na stanowisku ministra nauki i szkolnictwa wyższego Wojciech Murdzek. W wyniku majowego porozumienia Jarosława Gowina z prezesem PiS Jarosławem Kaczyńskim, nie doszło do przewidzianego na ten miesiąc głosowania, po czym rozpisane zostały nowe wybory, w których Andrzej Duda zwyciężył w II turze.
26 września 2020 Jadwiga Emilewicz zrezygnowała z członkostwa w partii. Tego samego dnia, po sporach wewnątrz koalicji rządzącej, podpisano nową umowę koalicyjną. 10 dni później doszło do rekonstrukcji rządu, w wyniku której na stanowisko wicepremiera wrócił Jarosław Gowin, obejmując urząd ministra rozwoju, pracy i technologii. Drugim członkiem Rady Ministrów z Porozumienia został Michał Cieślak, który został ministrem bez teki. 19 października z rządu odwołany został Wojciech Murdzek, którego ministerstwo zostało zlikwidowane.

### Od 2021
Na przełomie stycznia i lutego 2021 doszło do sporu wewnątrzpartyjnego w Porozumieniu. Część działaczy odwołała przewodniczącego sądu koleżeńskiego Sergiusza Kmiecika, który nie zwoływał posiedzenia sądu w przedmiocie rozpatrzenia wniosku wiceprezesa partii Arkadiusza Urbana o stwierdzenie nieważności uchwał rozszerzających skład prezydium partii. Na jego miejsce powołany został Robert Wrzesiński. Wówczas sąd stwierdził nieważność tej uchwały. Miało też dojść do zawieszenia w prawach członka partii wiceprezesa Roberta Anackiego i sekretarza generalnego Stanisława Derehajły. 4 lutego prezydium partii skupione wokół Jarosława Gowina zawiesiło m.in. wiceprezesa Arkadiusza Urbana, przewodniczącego konwencji krajowej Adama Bielana oraz zastępcę sekretarza generalnego Marcela Klinowskiego w prawach członka partii (następnie m.in. Arkadiusz Urban i Marcel Klinowski zostali wykluczeni z partii). Przeciwnicy Jarosława Gowina, w tym poseł Kamil Bortniczuk i wiceprezes partii Magdalena Błeńska, uznali tę uchwałę za prawnie nieskuteczną. Część działaczy uznała, iż Jarosławowi Gowinowi w 2018 skończyła się kadencja jako prezesa partii, co ma według statutu oznaczać, iż Adam Bielan jako przewodniczący konwencji krajowej został pełniącym obowiązki prezesa Porozumienia. 5 lutego 2021 Adam Bielan i Kamil Bortniczuk zostali usunięci z partii, jednak Adam Bielan nie zaniechał działań jako deklarujący bycie p.o. prezesa ugrupowania. 12 lutego 2021 prezydium zarządu Porozumienia zawiesiło w prawach członka partii jej wiceprezesów Magdalenę Błeńską, Karola Rabendę (prezesa „Republikanów”) i Zbigniewa Gryglasa oraz posłów Michała Cieślaka, Jacka Żalka i Włodzimierza Tomaszewskiego (wybranego kilka dni wcześniej przez grupę Adama Bielana na rzecznika ugrupowania). Następnego dnia zostali oni usunięci z partii. 27 lutego Iwona Michałek zastąpiła usuniętego z partii Adama Bielana na stanowisku przewodniczącego konwencji krajowej Porozumienia. 10 marca 2021 Sąd Okręgowy w Warszawie odrzucił wniosek Adama Bielana o zmiany w ewidencji partii politycznej, uznając go za osobę nieuprawnioną do jego złożenia.
21 marca 2021 do partii dołączyła posłanka Monika Pawłowska, dotychczas członkini Wiosny i wiceprzewodnicząca KKP Lewicy. Nie wstąpiła do klubu PiS w Sejmie, zostając posłanką niezrzeszoną.
W marcu 2021 w wyniku wewnętrznych prawyborów radny Rzeszowa Waldemar Kotula został ogłoszony kandydatem partii w przedterminowych wyborach prezydenta tego miasta. W kwietniu 2021 zrezygnował on ze startu w wyborach, popierając wraz z partią posła Solidarnej Polski, wiceministra sprawiedliwości Marcina Warchoła.
14 kwietnia 2021 poseł Wojciech Maksymowicz, pozostając w Porozumieniu, zadeklarował opuszczenie klubu parlamentarnego PiS, po tym jak Ministerstwo Zdrowia zażądało informacji na temat rzekomych nadzorowanych przez niego eksperymentów na płodach na uniwersytecie.
17 kwietnia 2021 odbyła się konwencja programowa Porozumienia. Krótką współpracę z partią nawiązali wówczas niezależni posłowie Agnieszka Ścigaj (dawniej w Kukiz’15) oraz Lech Kołakowski (dawniej w PiS).
29 kwietnia 2021 poseł Andrzej Sośnierz, pozostając w Porozumieniu, opuścił klub parlamentarny PiS, współtworząc koło poselskie Polskie Sprawy (wraz z Agnieszką Ścigaj i dotychczasowym posłem Kukiz’15). 19 maja tegoż roku opuszczenie partii zapowiedział kolejny z wiceprezesów Robert Anacki, a dzień później poseł Wojciech Maksymowicz, który przeszedł do Polski 2050.
19 czerwca 2021 grupa Adama Bielana ogłosiła zawieszenie Jarosława Gowina w prawach członka Porozumienia, a dzień później przystąpienie do zarejestrowanej w styczniu tegoż roku Partii Republikańskiej (związanej ze Stowarzyszeniem „Republikanie”), w której Adam Bielan został przewodniczącym komitetu zjednoczeniowego. Z partią tą związało się 6 posłów: 4 wykluczonych wcześniej z Porozumienia, Mieczysław Baszko (do sierpnia 2021 formalnie wciąż należący do partii Jarosława Gowina) oraz Lech Kołakowski. Przeszło do niej także środowisko ChRS czy były p.o. ministra obrony narodowej Romuald Szeremietiew. 23 czerwca z Porozumienia odszedł prezydent Chełma Jakub Banaszek.
W dniach 26–27 czerwca 2021 odbył się kongres partii, na którym zaprezentowano nowy program ugrupowania „Polityka OdNowa” oraz wybrano władze, prezesem pozostał Jarosław Gowin. Na kongresie gościli przedstawiciele PiS (Krzysztof Sobolewski) i koła poselskiego Wybór Polska (Zbigniew Girzyński).
7 sierpnia 2021 Porozumienie postawiło warunki dalszej obecności w koalicji rządzącej dotyczące zmian podatkowych, a także zmian w finansowaniu samorządów i w prawie medialnym. 10 sierpnia rzecznik rządu poinformował o wniosku o dymisję Jarosława Gowina z funkcji wicepremiera i ministra. Dzień później Porozumienie ogłosiło wystąpienie z koalicji rządzącej, deklarując opuszczenie klubu parlamentarnego PiS i powołanie własnego koła parlamentarnego. Tego dnia odejście z partii ogłosili posłowie Mieczysław Baszko i Marcin Ociepa. Kolejnego dnia, gdy powołano liczące 6 posłów i 1 senatora koło parlamentarne, z partii wystąpili posłowie Wojciech Murdzek i Grzegorz Piechowiak. Przestała ją reprezentować w Sejmie również Anna Dąbrowska-Banaszek. W klubie PiS pozostał także senator Tadeusz Kopeć (który ostatecznie opuścił partię). Poseł Andrzej Gut-Mostowy ogłosił odejście z klubu PiS (nie przystępując do koła Porozumienia), jednak 17 sierpnia zdecydował o dalszym członkostwie w nim, występując z Porozumienia. 3 września kilkoro byłych parlamentarzystów Porozumienia na czele z Marcinem Ociepą powołało stowarzyszenie OdNowa RP. 30 września 2021 z Porozumienia i jego koła parlamentarnego wystąpiła posłanka Monika Pawłowska (dzień później ogłosiła przystąpienie do klubu Prawa i Sprawiedliwości). W listopadzie tego samego roku partię opuścił prezydent Raciborza Dariusz Polowy (wraz z prezydentem Chełma Jakubem Banaszkiem znalazł się on w stowarzyszeniu OdNowa RP). 22 czerwca 2022 z partii został wykluczony poseł Andrzej Sośnierz, po tym jak wraz z innymi posłami koła Polskie Sprawy (Agnieszką Ścigaj i Zbigniewem Girzyńskim) przystąpił do koalicji rządzącej skupionej wokół PiS.
W sierpniu 2021 Porozumienie nawiązało współpracę z Koalicją Polską oraz środowiskiem skupionym wokół koła poselskiego Polskie Sprawy (które jednak w czerwcu 2022 przystąpiło do koalicji rządowej), przedstawiając wspólne stanowisko dotyczące samorządu. Na konwencji krajowej Porozumienia 21 maja 2022 przemawiali goszczący na niej przedstawiciele Koalicji Polskiej (szef jej klubu i prezes Polskiego Stronnictwa Ludowego Władysław Kosiniak-Kamysz oraz wicemarszałek Senatu Michał Kamiński z Unii Europejskich Demokratów), a także senator niezrzeszony Jan Maria Jackowski. Na konwencji przedstawiono nowe postulaty gospodarcze.
10 grudnia 2022 prezes ugrupowania Jarosław Gowin na kongresie nadzwyczajnym partii złożył rezygnację z pełnionej funkcji. Jego następczynią została dotychczasowa wiceprezes i rzecznik ugrupowania Magdalena Sroka. 5 lutego 2023 zarząd partii zdecydował o zamiarze jej połączenia (w ramach federacyjnej partii) z Agrounią. Następnego dnia z ugrupowania odeszli nie zgadzający się z tą decyzją przewodniczący koła parlamentarnego i wiceprezes partii Michał Wypij oraz liderzy jej młodzieżówki na czele z jej szefem (jednocześnie członkiem prezydium Porozumienia i rzecznikiem koła parlamentarnego) Janem Strzeżkiem. Dwa dni później nową przewodniczącą koła parlamentarnego partii została Iwona Michałek. 15 marca 2023 na wniosek lidera Agrounii Michała Kołodziejczaka została zarejestrowana przez Sąd Okręgowy w Warszawie partia polityczna pod tymczasową nazwą Ruch Społeczny, która została zgłoszona do ewidencji partii politycznych 30 stycznia tego samego roku. 23 maja 2023 poinformowano o zakończeniu współpracy Porozumienia i Agrounii. 15 czerwca 2023 partia uchwałą zarządu krajowego przyjęła pełną nazwę Porozumienie dla Demokracji. 20 lipca 2023 posłowie Porozumienia (z wyjątkiem Jarosława Gowina) ogłosili przystąpienie do klubu Koalicji Polskiej. Poseł Jarosław Gowin i senator Józef Zając zostali w związku z rozwiązaniem koła parlamentarzystami niezrzeszonymi.
W wyborach parlamentarnych w 2023 posłowie Porozumienia zasiadający w klubie KP oraz Tomasz Czubara znaleźli się na listach kandydatów do Sejmu koalicji Trzecia Droga w ramach puli PSL. Ze względu na warunki postawione przez drugi podmiot koalicji, Polskę 2050, posłowie zrezygnowali z członkostwa w partii. P.o. prezesa ugrupowania został w związku z tym Stanisław Derehajło (objąwszy funkcję przewodniczącego konwencji krajowej), który kandydował w wyborach bezskutecznie z listy Konfederacji. Z ramienia Bezpartyjnych Samorządowców (którzy nie uzyskali żadnych mandatów) startował do Sejmu Szymon Furman, a do Senatu Tomasz Legeny. Józef Zając wystartował do Senatu z ramienia własnego komitetu wyborczego z poparciem tzw. paktu senackiego (którego jednak oficjalnie nie był członkiem). Założyciel partii Jarosław Gowin (który jako jedyny poseł przez całą kadencję pozostał w Porozumieniu) nie wystartował w wyborach. Spośród wywodzących się z Porozumienia posłów Koalicji Polskiej (popieranych przez Jarosława Gowina) reelekcję uzyskała Magdalena Sroka, która po rozpoczęciu nowej kadencji Sejmu przystąpiła do PSL. Józef Zając uzyskał reelekcję w wyborach do Senatu, jednak również przed rozpoczęciem nowej kadencji wystąpił z Porozumienia (w Senacie nowej kadencji przystąpił do klubu TD).
Po rezygnacji skarbnika Jacka Hechta, Jarosław Gowin został pełnomocnikiem finansowym partii. W wyborach samorządowych w 2024 Porozumienie nie wystartowało w zorganizowany sposób. Jedynym działaczem partii, który zdobył mandat radnego na szczeblu wojewódzkim, był p.o. prezesa ugrupowania Stanisław Derehajło, uzyskując reelekcję do sejmiku podlaskiego z listy KWW Konfederacja i Bezpartyjni Samorządowcy (zdobył jedyny mandat w tym sejmiku dla komitetu tworzonego przez Konfederację i rozłamowców z ruchu BS). Reelekcji nie uzyskał startujący także z listy tego komitetu Grzegorz Kapica, który objął mandat w 2023 i związał się z Porozumieniem. W wyborach do Parlamentu Europejskiego w 2024 działacze Porozumienia nie startowali. Partia nie poparła także żadnego kandydata w wyborach prezydenckich w 2025.

## Struktura i działacze
Podobnie jak wcześniej w Polsce Razem, najwęższym organem władzy w partii jest Zarząd Krajowy i jego Prezydium. W miejsce Rady Krajowej powołano natomiast Konwencję Krajową. Ponadto zniesiono struktury wojewódzkie partii, kładąc nacisk na struktury odpowiadające okręgom w wyborach do Sejmu.

### Prezesi
- 2017–2022: Jarosław Gowin
- 2022–2023: Magdalena Sroka
- od 2023: Stanisław Derehajło (p.o.)

### Wiceprezesi
Marek Zagórski (2017–2018), Jadwiga Emilewicz (2017–2020), Robert Anacki, Magdalena Błeńska, Zbigniew Gryglas, Karol Rabenda, Arkadiusz Urban, Marcin Ociepa (wszyscy 2017–2021), Magdalena Sroka (2021–2022), Michał Wypij, Stanisław Derehajło (obaj 2021–2023)

### Sekretarze generalni
- 2017–2021: Stanisław Derehajło
- 2021–2023: Stanisław Bukowiec

### Przewodniczący Konwencji Krajowej
- 2017–2021: Adam Bielan
- 2021–2023: Iwona Michałek
- od 2023: Stanisław Derehajło

### Posłowie naSejmIX kadencji
| - Mieczysław Baszko – do 11 sierpnia 2021, przeszedł do Partii Republikańskiej - Kamil Bortniczuk – do 5 lutego 2021, został reprezentantem Prawa i Sprawiedliwości (później Partia Republikańska) - Stanisław Bukowiec, od 20 lipca 2023 klub Koalicji Polskiej – do września 2023, został posłem niereprezentującym partii - Michał Cieślak – minister-członek Rady Ministrów – do 13 lutego 2021, został reprezentantem Prawa i Sprawiedliwości (później Partia Republikańska) - Anna Dąbrowska-Banaszek – do 12 sierpnia 2021, została reprezentantem Prawa i Sprawiedliwości (później także stowarzyszenia OdNowa RP) - Jadwiga Emilewicz – wiceprezes Rady Ministrów, minister rozwoju, do 26 września 2020, została reprezentantem Prawa i Sprawiedliwości - Jarosław Gowin, od 20 lipca 2023 niezrzeszony - Andrzej Gut-Mostowy – do 17 sierpnia 2021, został reprezentantem Prawa i Sprawiedliwości (później także stowarzyszenia OdNowa RP) - Wojciech Maksymowicz, od 14 kwietnia 2021 niezrzeszony – do 19 maja 2021, przeszedł do Polski 2050 (później niezrzeszony) - Iwona Michałek, od 20 lipca 2023 klub Koalicji Polskiej – do września 2023, został posłem niereprezentującym partii - Wojciech Murdzek – sekretarz stanu w Ministerstwie Edukacji i Nauki, do 12 sierpnia 2021, został reprezentantem Prawa i Sprawiedliwości (później także stowarzyszenia OdNowa RP) - Marcin Ociepa – sekretarz stanu w Ministerstwie Obrony Narodowej, do 11 sierpnia 2021, został reprezentantem Prawa i Sprawiedliwości (później także stowarzyszenia OdNowa RP) - Monika Pawłowska – od 21 marca do 30 września 2021, wybrana z listy Sojuszu Lewicy Demokratycznej (jako reprezentantka Wiosny); została posłem niezrzeszonym (później klub Prawa i Sprawiedliwości) - Grzegorz Piechowiak – sekretarz stanu w Ministerstwie Rozwoju, Pracy i Technologii, do 12 sierpnia 2021, został reprezentantem Prawa i Sprawiedliwości (później także stowarzyszenia OdNowa RP) - Andrzej Sośnierz, od 29 kwietnia 2021 koło Polskie Sprawy – do 22 czerwca 2022, został posłem niereprezentującym partii - Magdalena Sroka, od 20 lipca 2023 klub Koalicji Polskiej – do września 2023, została posłem niereprezentującym partii - Włodzimierz Tomaszewski – do 13 lutego 2021, został reprezentantem Prawa i Sprawiedliwości (później Partia Republikańska) - Michał Wypij – przewodniczący koła Porozumienia – do 6 lutego 2023, został posłem niezrzeszonym - Jacek Żalek – sekretarz stanu w Ministerstwie Funduszy i Polityki Regionalnej – do 13 lutego 2021, został reprezentantem Prawa i Sprawiedliwości (później Partia Republikańska) |

Wszyscy posłowie Porozumienia (oprócz Moniki Pawłowskiej) zostali wybrani z list Prawa i Sprawiedliwości.

### SenatorowieX kadencji
| - Tadeusz Kopeć, klub Prawa i Sprawiedliwości – do sierpnia 2021, został reprezentantem PiS (później także stowarzyszenia OdNowa RP i Partii Republikańskiej) - Józef Zając, od 20 lipca 2023 niezrzeszony |

Obaj senatorowie Porozumienia zostali wybrani z ramienia Prawa i Sprawiedliwości.

### Poseł do Parlamentu EuropejskiegoIX kadencji (z listyPiS)
| - Adam Bielan, Europejscy Konserwatyści i Reformatorzy – do 5 lutego 2021, został reprezentantem Prawa i Sprawiedliwości (później Partia Republikańska) |

### Posłowie naSejmVIII kadencji
| - Mieczysław Baszko – od 20 stycznia 2018, wybrany z listy Polskiego Stronnictwa Ludowego - Magdalena Błeńska, wybrana z listy komitetu Kukiz’15, niezrzeszona - Kamil Bortniczuk – od 21 listopada 2018, zastąpił Bartłomieja Stawiarskiego z PiS - Michał Cieślak - Jarosław Gowin – wiceprezes Rady Ministrów, minister nauki i szkolnictwa wyższego - Zbigniew Gryglas, wybrany z listy Nowoczesnej - Iwona Michałek – sekretarz stanu w Ministerstwie Edukacji Narodowej - Wojciech Murdzek - Grzegorz Piechowiak - Andrzej Sośnierz - Marek Zagórski – sekretarz stanu w Ministerstwie Cyfryzacji, do 30 marca 2018, został reprezentantem Prawa i Sprawiedliwości - Artur Zasada - Jacek Żalek |

Wszyscy posłowie Porozumienia (oprócz Mieczysława Baszki, Magdaleny Błeńskiej i Zbigniewa Gryglasa) zostali wybrani z list Prawa i Sprawiedliwości. Wszyscy oprócz Magdaleny Błeńskiej zasiadali także w klubie PiS.

### SenatorowieIX kadencji (w klubiePiS)
| - Adam Bielan – wicemarszałek Senatu, do 28 maja 2019, wybrany na posła do Parlamentu Europejskiego - Tadeusz Kopeć - Andrzej Stanisławek - Andrzej Wojtyła - Józef Zając, wybrany z ramienia Polskiego Stronnictwa Ludowego |

Wszyscy senatorowie Porozumienia, poza Józefem Zającem, zostali wybrani z ramienia Prawa i Sprawiedliwości.

## Młodzieżówka
Organizacją młodzieżową partii była do 6 lutego 2023 Młoda Prawica (wcześniej młodzieżówka Polski Razem), pod przewodnictwem Jana Strzeżka. Wszyscy członkowie jej zarządu i szefowie regionów odeszli z partii w lutym 2023, po jej decyzji o zamiarze połączenia z Agrounią. 13 marca Młoda Prawica przekształciła się w stowarzyszenie Młoda Polska, które 19 lipca tego samego roku dołączyło do Koalicji Polskiej (dzień później związał się z nią także ówczesny główny nurt Porozumienia).